# Distribution des gouttes de pluie
La distribution des gouttes de pluie ou granulométrie de la pluie est la répartition du nombre de gouttes de pluie selon leur diamètre (D). Plusieurs processus contribuent à la formation et à l'évolution des gouttes : la condensation de vapeur d'eau sur une goutte, l'accrétion de petites gouttes sur de plus grosses, les collisions entre gouttes de taille similaire, l'éclatement des (plus grosses) gouttes et l'évaporation sous nuage. Selon le temps passé dans le nuage, le mouvement vertical dans celui-ci et la température ambiante, on aura donc des gouttes qui auront une histoire très variée et une distribution de diamètres qui va de quelques dizaines de micromètres à quelques millimètres. Ce concept de distribution des gouttes de pluie est étendu à celui de distribution en taille des hydrométéores (ou distribution en taille des particules précipitantes) lorsque l'on considère également l'eau sous forme solide ou fondante ; d'autres processus entrent alors en jeu dans la distribution comme par exemple : l'agrégation de cristaux et flocons de neige, le givrage de gouttelettes sur des particules solides, la congélation de gouttes en grêlons, ou encore la fonte de la grêle, grésil ou neige.

## Définition

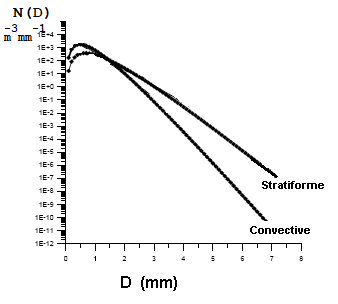
Deux distribution moyennes de gouttes pouvant être ajustées à une distribution de M-P

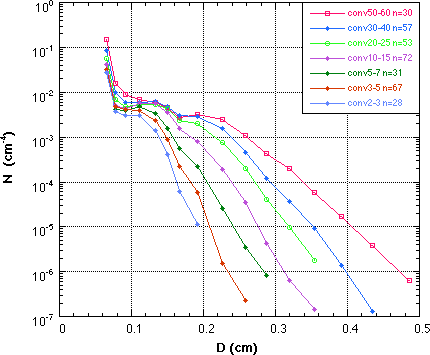
Exemple de granulométrie de pluie convective en Floride avec différents taux de précipitations: échelle logarithmique du Nombre (N) versus échelle linéaire du diamètres (D)

En général, on représente cette distribution comme une fonction gamma tronquée, entre un diamètre nul et un diamètre maximum puisque les gouttes ne peuvent grossir indéfiniment,. Le nombre de gouttes de diamètre {\displaystyle D} s'écrit alors :
{\displaystyle N(D)=N_{0}D^{\mu }e^{-\Lambda D}}
avec {\displaystyle N_{0}}, {\displaystyle \mu } et {\displaystyle \lambda } constantes.

### Distribution de Marshall-Palmer
L'étude la plus connue sur le sujet est celle de Marshall et Palmer faite à l'Université McGill de Montréal en 1948,. Ils ont trouvé une distribution des gouttes dans la pluie stratiforme dont le {\displaystyle \mu =0}, ce qui revient à une distribution exponentielle. Cette « distribution de Marshall-Palmer » s'écrit alors :
{\displaystyle N(D)_{MP}=N_{0}e^{-\Lambda D}}
Où
- N0 = 8000 m-3mm-1 ;
- {\displaystyle \scriptstyle \Lambda } = 4.1 R-0,21mm-1 (égal au 41 R-0,21cm-1 de la référence[4]), R étant le taux de précipitations dans la pluie stratiforme ;
- D en mm

Nota: Il est à remarquer que les unités de N0 sont parfois simplifiées en cm-4 mais ceci enlève l'information que cette valeur est calculée par mètre cube d'air.
Comme les différentes précipitations (pluie, neige, grésil, etc.) et les différents types de nuages qui les produisent varient dans le temps et l'espace, les coefficients de la fonction de distribution des gouttes vont varier avec chaque situation. La relation de Marshall-Palmer est encore celle la plus citée mais il faut se rappeler qu'elle est une moyenne de nombreux événements de pluie stratiforme dans les latitudes moyennes. La figure du haut montre ainsi des distributions moyennes de pluies stratiformes et convectives. La partie linéaire des distributions peut être ajustée avec des {\displaystyle \scriptstyle \Lambda } particuliers de la distribution de Marshall-Palmer. Celle du bas est une série de distributions des diamètres de gouttes lors de plusieurs d'événements convectifs en Floride ayant différents taux de précipitations. On voit que les courbes expérimentales sont plus complexes que celles moyennes, mais l'allure générale est la même.
De nombreuses autres formes de fonctions de distribution se retrouvent donc dans la littérature météorologique pour ajuster plus précisément la granulométrie à des événements particuliers. Avec le temps les chercheurs se sont rendu compte que la distribution des gouttes est plus un problème de probabilité de la production des gouttes de différents diamètre selon le type de précipitations qu'une relation déterministe. Il existe donc un continuum de familles de courbes pour la pluie stratiforme, une autre pour la pluie convective,.

### Distribution d'Ulbrich
La distribution de Marshall et Palmer utilise une fonction exponentielle qui tient difficilement compte des gouttes de très petits diamètres (la courbe sur la figure du haut). Plusieurs expériences ont montré que le nombre réel de ces gouttelettes est inférieur à la courbe théorique. Carlton W. Ulbrich a développé une formule plus générale en 1983 en tenant compte qu’une goutte est sphérique si {\displaystyle D<1\mathrm {mm} } ; au-delà c'est un ellipsoïde dont le pôle inférieur est d'autant plus aplati que {\displaystyle D} est grand. Il est mécaniquement impossible de dépasser {\displaystyle D=10\mathrm {mm} } : la goutte se brise. À partir de la distribution générale, le spectre des diamètres change, {\displaystyle \mu =0} à l'intérieur du nuage, où l'évaporation des petites gouttes est négligeable en raison des conditions de saturation et {\displaystyle \mu =2} hors du nuage, où les petites gouttes s'évaporent car elles se trouvent dans un air plus sec. Avec les mêmes notations que précédemment, on a pour la bruine la distribution d'Ulbrich :
{\displaystyle N_{0}\mathrm {(cm^{-4-\mu })} =\left[{\frac {6}{\pi (\mu +3)!}}\right]\left({\frac {M_{l}}{10^{-3}\rho _{e}}}\right)\Lambda ^{\mu +4}} et {\displaystyle \Lambda \mathrm {(cm^{-1})} ={\frac {3,67+\mu }{D_{0}}}}
où {\displaystyle M_{l}} est le contenu en eau liquide, {\displaystyle \rho _{e}} la masse volumique de l'eau et {\displaystyle \scriptstyle D_{0}\approx }0,2 mm est une valeur moyenne du diamètre de la bruine. Pour la pluie on a, en introduisant le taux de précipitations R (mm/h), c'est-à-dire la hauteur d'eau tombée sur une surface unité en une heure :
{\displaystyle D_{0}{(cm)}\approx 0,13R^{0,14}} et {\displaystyle N_{0}\mathrm {(cm^{-4-\mu })} \approx 6\times 10^{-2}\exp(3,2\times \mu )}

## Mesure
Les premières mesures de cette distribution ont été faites de façon assez rudimentaire par Palmer, l'étudiant de Marshall, en exposant un carton recouvert de farine à la pluie durant une courte période. La marque laissée par chaque goutte étant proportionnelle à son diamètre, il put déterminer la distribution en comptant le nombre de marques correspondant à chaque grosseur de goutte. Ceci se passait immédiatement après la Seconde Guerre mondiale.
Différents appareils ont été développés pour obtenir cette distribution de façon plus exacte :
- Disdromètre
- Profileur de vents modifié

## Transformation en taux de précipitations
La connaissance de la distribution des gouttes de pluie dans un nuage peut servir à faire un rapport entre ce qui est noté par un radar météorologique et ce qu'on obtient au sol comme quantité de précipitations. On veut trouver ainsi la relation entre la réflectivité des échos radar et ce qu'on mesure avec un appareil comme le disdromètre.
Le taux de précipitations (R) est égal au nombre de particules ({\displaystyle \scriptstyle N(D)}), leur volume ({\displaystyle \scriptstyle \pi D^{3}/6}) et leur vitesse de chute ({\displaystyle \scriptstyle v(D)}):
{\displaystyle R=\int _{0}^{Dmax}N(D)(\pi D^{3}/6)v(D)dD}
La réflectivité donne :
{\displaystyle Z_{pluie}=|K_{pluie}|^{2}\int _{0}^{Dmax}N(D)D^{6}dD\qquad } où K est la constante diélectrique de l'eau
On voit donc que Z et R ont une formulation similaire et en résolvant les équations on arrive à une relation, dite Z-R, du type :
{\displaystyle \,Z_{pluie}=aR^{b}} {\displaystyle \qquad {\begin{cases}\end{cases}}}Où a et b dépendent du type de précipitations (pluie, neige, convective ou stratiforme) qui ont des {\displaystyle \Lambda }, K, N0 et {\displaystyle \scriptstyle v} différents
La plus connue de celle-ci est la relation Z-R de Marshall-Palmer qui donne a=200 et b=1,6. Elle est encore l'une des plus utilisées car elle est valide pour de la pluie synoptique dans les latitudes moyennes, un cas très fréquent. D'autres relations ont été trouvées pour des situations de neige, de pluie sous orage, pluie tropicale, etc.